# Differentielle Wahrnehmbarkeitsschwelle
Die differentielle (auch differenzielle) Wahrnehmbarkeitsschwelle (auch JND von  engl. Just Noticeable Difference „eben noch bemerkbarer Unterschied“) bezeichnet in der Psychophysik einen eben noch sinnlich wahrnehmbaren Reizunterschied.

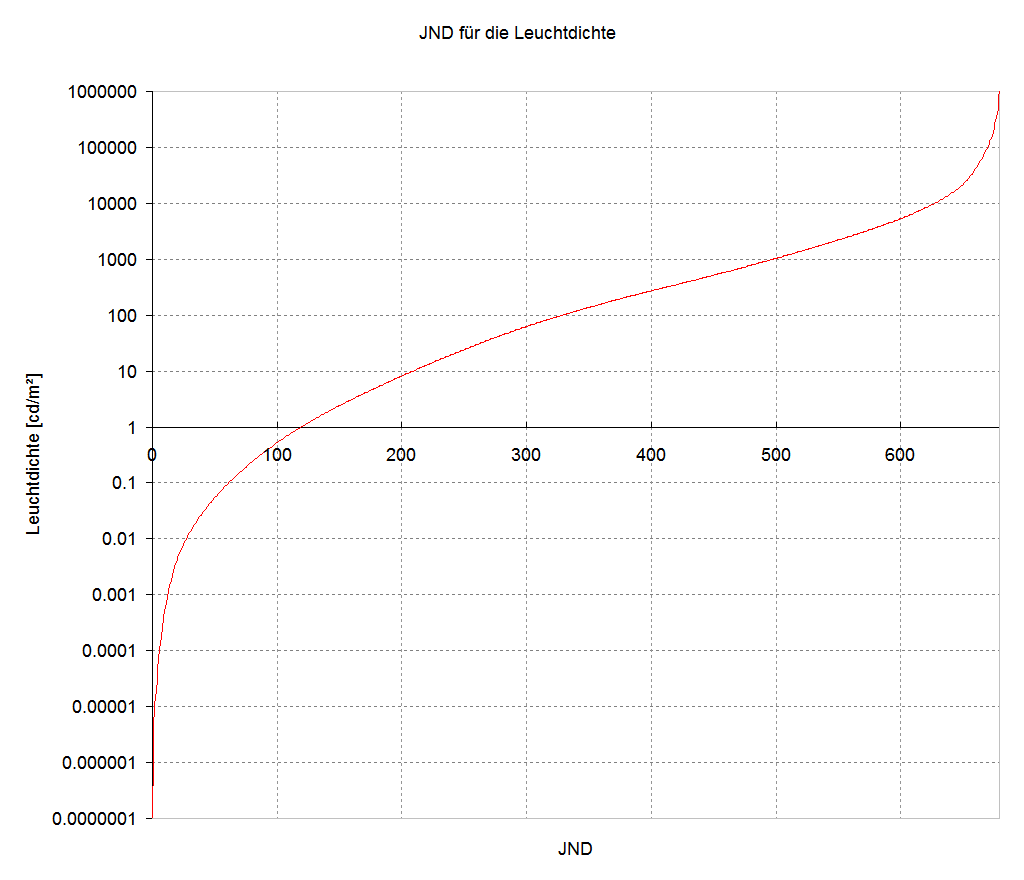
JNDs für Helligkeiten

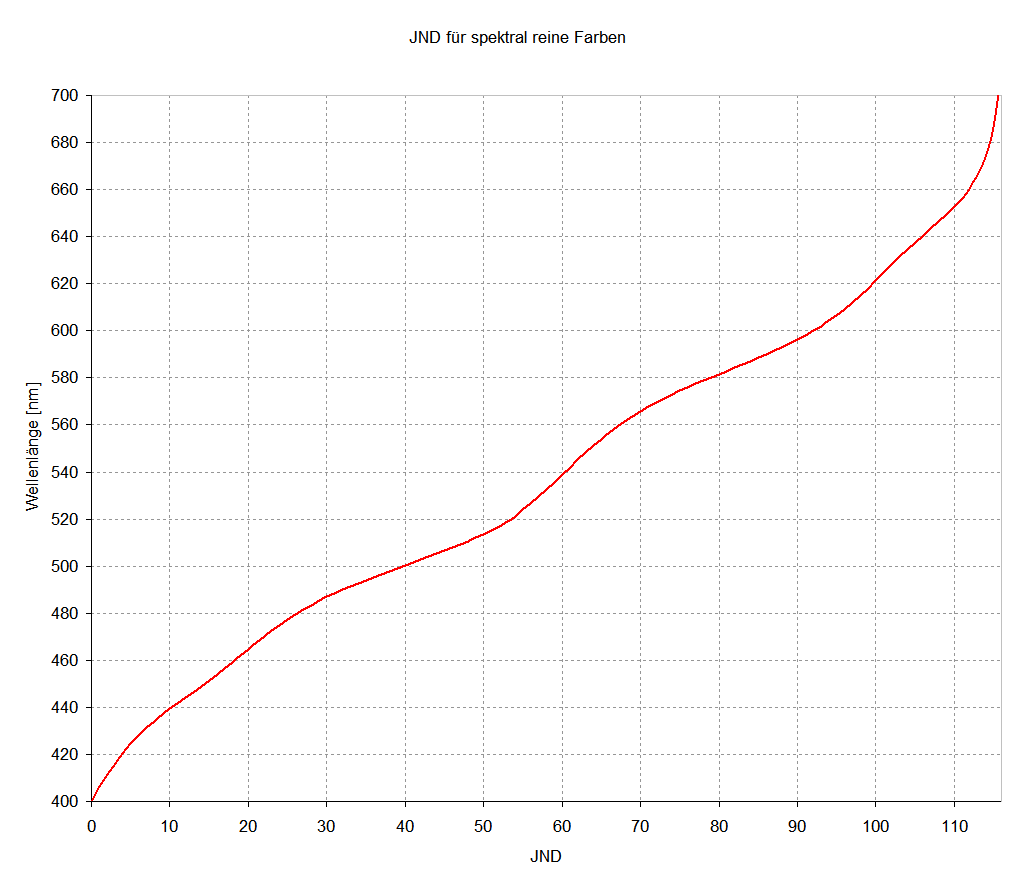
JNDs für Spektralfarben

## Messmethoden
Forced Choice-Versuche werden häufig benutzt, um differentielle Wahrnehmbarkeitsschwellen zu bestimmen. Hierbei werden einer Versuchsperson mehrere Situationen mit einem definierten Unterschied dargeboten. Die Versuchsperson hat hierbei die Aufgabe, die Situationen nach bestimmten Kriterien zu ordnen (z. B. welches Geräusch ist lauter, welches Licht ist heller etc.) Im Laufe der Versuche werden die Differenzen zwischen den Situationen immer kleiner. Oberhalb der Unterscheidungsschwelle können die Differenzen erkannt und richtig eingeordnet werden. Ist die differentielle Wahrnehmbarkeitsschwelle erreicht, kann anhand der eigenen Wahrnehmungen kein Unterschied mehr erkannt werden, die Einordnung der Situationen wird rein zufällig. Durch statistische Auswertung der Ergebnisse kann der Übergang zu zufälligen Angaben erkannt werden. Diesem Übergangspunkt wird die differentielle Wahrnehmbarkeitsschwelle zugeordnet.
Intervallurteile („Hören/Sehen Sie einen Unterschied?“) werden seltener zur Bestimmung von differentiellen Wahrnehmbarkeitsschwellen angewandt, da sie weniger genau sind als Forced Choice-Versuche: Im psychophysischen Experiment wird hierbei zur Bestimmung der differentiellen Wahrnehmbarkeitsschwelle die Testperson einem sich langsam, aber möglichst kontinuierlich ändernden distalen Reiz ausgesetzt, wie z. B. einem sich in Amplitude oder Frequenz ändernden Ton, um die Feinunterscheidung der Wahrnehmung durch die menschlichen (seltener auch tierischen) Sinnesorgane zu messen. Zeigt die Testperson eine eindeutige Reaktion, da sie den Reizunterschied bemerkt und eventuell auch Erhöhung oder Verminderung des Reizes benennen kann, so ist die Differenz von Ausgangs- und Endreiz die differentielle Wahrnehmbarkeitsschwelle.

## Abhängigkeiten
Es zeigt sich, dass die Wahrnehmbarkeit von Unterschieden sehr gering ist, wenn die Grenzen der Wahrnehmbarkeit erreicht sind (sehr starke und sehr schwache Reize, untere und obere Bereiche der Wahrnehmungsfähigkeit). Weiterhin gibt es erhebliche individuelle Unterschiede zwischen den Probanden, so z. B. Abhängigkeit der Messergebnisse von Alter und körperlicher Disposition. Die differentielle Wahrnehmbarkeitsschwelle kann auch durch Gewöhnung bzw. „Training“ herabgesetzt werden: Musiker zeigen eine feinere Wahrnehmung bei Frequenzunterschieden, Köche und Sommeliers eine genauere Unterscheidung des Geschmacks.